# Biotopo Ontaneto di Cengles
Il Biotopo Ontaneto di Cengles è un'area naturale protetta dell'Alto Adige istituita nel 1983.
Occupa una superficie di 40,75 ha a Lasa nella provincia autonoma di Bolzano.